# Hanspeter Lebrument
Hanspeter Lebrument (* 21. Juni 1941 in St. Gallen) ist ein Schweizer Verleger. Mit der Zeitung Südostschweiz und der  dazugehörigen Somedia (früher Südostschweiz Mediengruppe) beherrscht er die Medienlandschaft in Graubünden, Glarus und im Rheintal.

## Tätigkeiten und Ämter
Nach einer Tätigkeit als Lehrer in St. Gallen beschloss Lebrument mit 23 Jahren in den Journalismus zu wechseln und wurde 1964 Nachrichtenredaktor beim St. Galler Tagblatt. Ende der 1960er Jahre wechselte er als Ausland- und Sportredaktor zum Emmentaler Blatt in Langnau und 1971 als Auslandredaktor zur Bündner Zeitung nach Chur. Dort erstellte er ein Neukonzept für die Zeitung und wurde 1974 zum Chefredaktor ernannt. 1981 wurde er für kurze Zeit Chefredaktor des von Ringier neugegründeten Nachrichtenmagazins Die Woche in Zürich, scheiterte jedoch, und auch das Blatt ging kurze Zeit danach ein. Lebrument kehrte 1982 als Direktor der den Brüdern Rudolf und Werner Gasser je zur Hälfte gehörenden «Gasser AG Druck und Verlag», der Herausgeberin der Bündner Zeitung, nach Chur zurück.
Die folgenden Jahre waren von einem Zwiespalt zwischen den Brüdern Rudolf, Chef des Verlags, und Werner Gasser, Chef der Druckerei, geprägt. Um die Handlungsfreiheit der Direktion zu erhöhen, veranlasste Lebrument die Überführung der Aktien der Brüder in eine Stiftung, die damit die Mehrheit an der Verlagsgesellschaft hatte. Der 1999 verstorbene Rudolf Gasser bestimmte in seinem Testament, dass Lebrument künftig die Stimmenmehrheit in der Stiftung vertreten sollte. Werner Gasser versuchte erfolglos, das Testament anzufechten. 2000 konnte Lebrument den Anteil von Rudolf Gasser und bald darauf auch denjenigen von Werner Gasser erwerben.
Als Verlagsdirektor und später als Eigentümer baute Lebrument die Gasser AG Druck und Verlag zur «Somedia AG» (früher «Südostschweiz Medien AG») und die Bündner Zeitung zur Südostschweiz aus. Diese umfasst neun (bis 2013 13) Tageszeitungen in den Kantonen St. Gallen, Graubünden, Schwyz und Glarus sowie dem Fürstentum Liechtenstein.
1994 scheiterte Lebrument bei der Kandidatur als Freisinniger für einen Sitz im Ständerat.
Von 1997 bis 2001 war Lebrument und seit 2005 (als Vizepräsident) ist er wieder Mitglied des Verwaltungsrates der Schweizerischen Depeschenagentur. Von September 2003 bis September 2016 war er Präsident des Verbandes Schweizer Medien, daraufhin wurde er zum Ehrenpräsidenten ernannt.
Zum 1. Juni 2010 gab Lebrument die operative Führung der Südostschweiz Medien (heute Somedia) in Chur ab, um sich nach eigenen Angaben auf die Rolle als Verleger und Verwaltungsratspräsident zu konzentrieren. Seine Nachfolge trat am 1. Juni Andrea Masüger an, der frühere Chefredaktor der Südostschweiz.
In der Schweizer Armee war Lebrument zuletzt Oberstleutnant.

## Familie und Tätigkeit der Kinder
Hanspeter Lebrument wohnt in Malans GR, ist verheiratet und Vater von drei erwachsenen Kindern: Pesche Lebrument ist der Jüngste und war Chefredaktor sowie Moderator von Tele Südostschweiz. Susanne Lebrument war als Chefin der verlagseigenen Inserateagentur und Silvio Lebrument, der Älteste, als Chef der Radio- und Fernsehprogramme tätig.
Anfang Juni 2010 wurde berichtet, die beiden Söhne des Verlegers und seine Tochter seien in der Unternehmensleitung und der Redaktion der Südostschweiz Medien tätig.

## Kritik und Sonstiges
Er wird von verschiedenen Medienleuten wegen seiner Monopolstellung kritisiert. Allen voran kritisiert ihn Roger Schawinski, man  könne keine Meinungsfreiheit garantieren, wenn in einer Region nur ein Verleger existiert.
Ein im März 2018 im Tages-Anzeiger erschienenes Porträt über Lebrument mit dem Titel Der Alte vom Berg wurde vom Verlag Tamedia mit der Begründung, dass die Quellen weitgehend anonym waren, dass Lebrument nicht zu Wort kam und verschiedene, negative Werturteile nicht belegt waren, zurückgezogen.

## Multimedia
- Des Königs Spiel – Der Bündner Zeitungsverleger Hanspeter Lebrument. In: Schweizer Fernsehen, Reporter. 23. April 2008 (25 min).
- Sendung «Schawinski». Roger Schawinski im Gespräch mit Hanspeter Lebrument. In: SRF 1 vom 25. Januar 2016 (Online, 25 min)
- «Säged Sie, wiä läbed Sie: Hanspeter Lebrument?» In: Radio SRF 1 vom 22. Dezember 2017.